# Hunnemannia
Hunnemannia is de botanische naam van een geslacht uit de papaverfamilie (Papaveraceae). Het geslacht is vernoemd naar John Hunnemann, een Engelse botanicus.
De blauw-groene bladeren zijn gescheiden in stompuntige, smalle segmenten. De felgekleurde bloemen bestaan uit vier kroonbladen en twee kelkbladen.
Het geslacht kent één soort:
- Hunnemannia fumariifolia (Mexicaanse tulpenklaproos)